# Сизов, Александр Александрович (1948)
Александр Александрович Сизов (род. 12 сентября 1948, Буйский район, Костромская область) — российский политический деятель, депутат Государственной думы третьего и четвёртого созывов..

## Биография
Неоднократно избирался депутатом Ярославского городского Совета народных депутатов (1976—1992). В 1992—1999 годах Александр Александрович — заместитель мэра г. Ярославля по управлению и международным связям.
Родился 12 сентября 1948 года в д. Волынкино Буйского района Костромской области. В 1950-е годы семья Сизовых переехала в Ярославль.
В  16 лет Сизов поступил учеником электромонтера на Ярославский моторный завод (ЯМЗ). В 1972 году окончил Ярославский технологический институт (ныне — Ярославский технический университет) по специальности «инженер-механик», на выпускном курсе возглавлял студенческий профком вуза.
Шесть лет Александр Сизов проработал в ВЛКСМ.
В 1979 — 1982 годах возглавлял промышленно-транспортный отдел Ленинского райкома КПСС.
Далее в течение без малого 10 лет  работал в Ленинском райисполкоме Ярославля: сначала первым заместителем председателя (1982—1985), затем председателем (1985—1992).
В 1986 году получил  политологическое образование в Высшей партийной школе. С января 1991-го по февраль 1992 года работал председателем Ленинского районного Совета народных депутатов.
В 1992 году перешёл на работу в мэрию Ярославля, до 1999 годах Александр Александрович трудился заместителам мэра по управлению и международным связям.

### Депутат госдумы
В 1999 году был избран депутатом Государственной думы Федерального Собрания РФ по общефедеральному списку избирательного блока «Отечество — Вся Россия».
В 2003 году вновь избирается депутатом Госдумы по федеральному списку Всероссийской политической партии «Единая Россия» от трех областей: Ярославской, Ивановской и Костромской. Являлся заместителем председателя Комитета Госдумы по делам женщин, семьи и детей, членом Счетной комиссии ГД.
Депутат Парламентского собрания Союза России и Белоруссии, член комиссии по экономической политике (с 2000 г.).
После госдумы
После прекращения полномочий депутата Государственной Думы Федерального Собрания РФ был назначен на пост заместителя мэра города Ярославля - полномочного представителя мэрии города  в органах государственной власти.
2 марта 2008 года избран депутатом Ярославской областной Думы по одномандатному избирательному округу № 6. До 2013 года работал председателем постоянной комиссии по депутатской деятельности, этике и регламенту.
В 2013 году назначен советником губернатора Ярославской области по взаимодействию с политическими партиями и общественными организациями.
Позднее работал советником главы Тутаевского муниципального района Ярославской области.
С 2018 года Александр Сизов возглавлял правление «Фонда содействия развитию Ярославля и Ярославской области».
В 2023 году назначен помощником мэра Ярославля.